# Seznam medailistů na mistrovství Československa a Česka mužů a žen v hodu kladivem

### Muži
| Rok          | Místo              | Zlato                | Výkon           | Stříbro           | Bronz                |
| ------------ | ------------------ | -------------------- | --------------- | ----------------- | -------------------- |
| MR ČSR 1945  | Praha              | Jaroslav Eliáš       | 44,50 m         | Miroslav Hrdlička | Jiří Dadák           |
| MR ČSR 1946  | Praha              | Jaroslav Knotek      | 48,46 m         | Jiří Dadák        | Miroslav Hrdlička    |
| MR ČSR 1947  | Praha              | Jaroslav Knotek      | 54,34 m         | Jiří Dadák        | Jozef Struhár        |
| MR ČSR 1948  | Praha              | Jaroslav Knotek      | 52,13 m         | Jiří Dadák        | Josef Kuchařík       |
| MR ČSR 1949  | Praha              | Jiří Dadák           | 48,68 m         | Jaroslav Knotek   | Miloš Máca           |
| MR ČSR 1950  | Bratislava         | Jaroslav Knotek      | 54,69 m         | Jiří Dadák        | Jan Kypta            |
| MR ČSR 1951  | Brno               | Jiří Dadák           | 54,24 m         | Jaroslav Knotek   | Arnošt Kadrnožka     |
| MR ČSR 1952  | Praha              | Miloš Máca           | 55,23 m         | Jiří Dadák        | Oldřich Riedl        |
| MR ČSR 1953  | Praha              | Miloš Máca           | 56,38 m         | Oldřich Engel     | Jiří Dadák           |
| MR ČSR 1954  | Ostrava            | Miloš Máca           | 56,68 m         | Jan Kypta         | Jiří Dadák           |
| MR ČSR 1955  | Brno               | Miloš Máca           | 58,52 m         | Oldřich Engel     | Jiří Dadák           |
| MR ČSR 1956  | Bratislava         | Miloš Máca           | 59,90 m         | Oldřich Engel     | Josef Málek          |
| MR ČSR 1957  | Praha              | Karel Mužíček        | 61,92 m         | Josef Málek       | Oldřich Engel        |
| MR ČSR 1958  | Ostrava            | Josef Málek          | 59.94 m         | Karel Mužíček     | Miloš Máca           |
| MR ČSR 1959  | Praha              | Josef Matoušek       | 60,71 m         | Jaroslav Řehan    | Josef Málek          |
| MR ČSSR 1960 | Brno               | Josef Málek          | 60,61 m         | Josef Matoušek    | Karel Mužíček        |
| MR ČSSR 1961 | Praha              | Josef Málek          | 64,40 m         | Josef Matoušek    | Karel Mužíček        |
| MR ČSSR 1962 | Ostrava            | Josef Málek          | 63,56 m         | Josef Matoušek    | Karel Kunst          |
| MR ČSSR 1963 | Hradec Králové     | Josef Matoušek       | 66,63 m         | Jaroslav Řehan    | Josef Málek          |
| MR ČSSR 1964 | Praha              | Josef Matoušek       | 65,99 m         | Jaroslav Řehan    | Josef Málek          |
| MR ČSSR 1965 | Zábřeh             | Josef Matoušek       | 64,70 m         | Jaroslav Řehan    | Josef Málek          |
| MR ČSSR 1966 | Třinec             | Josef Matoušek       | 62,90 m         | Karel Kunst       | Jaroslav Řehan       |
| MR ČSSR 1967 | Sokolov            | Josef Hájek          | 63,06 m         | Karel Kunst       | Martin Šebesta       |
| MR ČSSR 1968 | Jablonec nad Nisou | Josef Matoušek       | 62,74 m         | Martin Šebesta    | Josef Hájek          |
| MR ČSSR 1969 | Považská Bystrica  | Herbert Schenker     | 60,32 m         | Martin Šebesta    | Jiří Koukal          |
| MR ČSSR 1970 | Ostrava            | Jaroslav Hájek       | 61,46 m         | Jaroslav Koukal   | Karel Mužíček        |
| MR ČSSR 1971 | Praha              | Josef Hájek          | 62,14 m         | Antonín Kříž      | Jaroslav Charvát     |
| MR ČSSR 1972 | Praha              | Josef Hájek          | 66,86 m         | Jaroslav Charvát  | Jiří Koukal          |
| MR ČSSR 1973 | Banská Bystrica    | Jaroslav Charvát     | 68,34 m         | Josef Hájek       | Jiří Koukal          |
| MR ČSSR 1974 | Praha              | Jaroslav Charvát     | 71,22 m         | Josef Hájek       | Stanislav Pluhař     |
| MR ČSSR 1975 | Bratislava         | Josef Hájek          | 67,66 m         | Petr Horák        | Jiří Chamrád         |
| MR ČSSR 1976 | Třinec             | Josef Hájek          | 67,50 m         | Jiří Chamrád      | Petr Horák           |
| MR ČSSR 1977 | Ostrava            | Jiří Chamrád         | 66,34 m         | Josef Hájek       | Jiří Koukal          |
| MR ČSSR 1978 | Praha              | Radomil Skoumal      | 65,90 m         | Antonín Kříž      | František Vrbka      |
| MR ČSSR 1979 | Praha              | Radomil Skoumal      | 70,16 m         | Jiří Chamrád      | František Vrbka      |
| MR ČSSR 1980 | Praha              | Jiří Chamrád         | 69,56 m         | Radomil Skoumal   | Zdeněk Bednář        |
| MR ČSSR 1981 | Ostrava            | Jiří Chamrád         | 73,00 m         | František Vrbka   | Zdeněk Bednář        |
| MR ČSSR 1982 | Praha              | Jiří Chamrád         | 70,80 m         | Radomil Skoumal   | František Vrbka      |
| MR ČSSR 1983 | Praha              | Jiří Chamrád         | 74,48 m         | František Vrbka   | Zdeněk Bednář        |
| MR ČSSR 1984 | Praha              | Zdeněk Bednář        | 68,78 m         | Jiří Rodr         | Radomil Skoumal      |
| MR ČSSR 1985 | Praha              | František Vrbka      | 77,22 m         | Zdeněk Bednář     | Milan Matoušek       |
| MR ČSSR 1986 | Bratislava         | Zdeněk Bednář        | 70,58 m         | Milan Matoušek    | Jiří Rodr            |
| MR ČSSR 1987 | Třinec             | Pavel Sedláček       | 65,96 m         | Josef Matoušek    | Miroslav Vričan      |
| MR ČSSR 1988 | Praha              | František Vrbka      | 69,06 m         | Milan Malát       | Pavel Sedláček       |
| MR ČSSR 1989 | Banská Bystrica    | František Vrbka      | 72,42 m         | Pavel Sedláček    | Milan Malát          |
| MR ČSFR 1990 | Praha              | Milan Spurný         | 65,18 m         | Miroslav Vričan   | Ladislav Vaník       |
| MR ČSFR 1991 | Ostrava            | Pavel Sedláček       | 71,30 m         | Miroslav Spurný   | Miroslav Vričan      |
| MR ČSFR 1992 | Nitra              | Pavel Sedláček       | 72,26 m         | Miloslav Spurný   | Radek Malát          |
| MR ČR 1993   | Jablonec nad Nisou | Pavel Sedláček       | 71,40 m         | Vladimír Maška    | Radek Malát          |
| MR ČR 1994   | Jablonec nad Nisou | Pavel Sedláček       | 73,64 m         | Vladimír Maška    | Milan Horák          |
| MR ČR 1995   | Ostrava            | Pavel Sedláček       | 74,62 m         | Vladimír Maška    | Milan Matoušek       |
| MR ČR 1996   | Praha              | Pavel Sedláček       | 79,56 m         | Vladimír Maška    | Milan Horák          |
| MR ČR 1997   | Třinec             | Pavel Sedláček       | 77,24 m         | Vladimír Maška    | Josef Štěpánek       |
| MR ČR 1998   | Jablonec nad Nisou | Vladimír Maška       | 76,35 m         | Pavel Sedláček    | Ladislav Vaník       |
| MR ČR 1999   | Ostrava            | Vladimír Maška       | 78,45 m         | Pavel Sedláček    | Lukáš Melich         |
| MR ČR 2000   | Plzeň              | Vladimír Maška       | 80,98 m Rek. MR | Pavel Sedláček    | Lukáš Melich         |
| MR ČR 2001   | Jablonec nad Nisou | Vladimír Maška       | 77,24 m         | Pavel Sedláček    | Lukáš Melich         |
| MR ČR 2002   | Ostrava            | Vladimír Maška       | 76,22 m         | Pavel Sedláček    | Lukáš Melich         |
| MR ČR 2003   | Olomouc            | Lukáš Melich         | 74,72 m         | Vladimír Maška    | Pavel Sedláček       |
| MR ČR 2004   | Plzeň              | Vladimír Maška       | 73,65 m         | Lukáš Melich      | Pavel Žák            |
| MR ČR 2005   | Kladno             | Vladimír Maška       | 73,90 m         | Lukáš Melich      | Michal Fiala         |
| MR ČR 2006   | Praha              | Lukáš Melich         | 73,37 m         | Vladimír Maška    | Michal Fiala         |
| MR ČR 2007   | Třinec             | Lukáš Melich         | 72,01 m         | Vladimír Maška    | Dušan Král           |
| MR ČR 2008   | Tábor              | Lukáš Melich         | 76,17 m         | Pavel Sedláček    | Pavel Žák            |
| MR ČR 2009   | Praha              | Lukáš Melich         | 72,96 m         | Pavel Sedláček    | Pavel Bukvic         |
| MR ČR 2010   | Třinec             | Lukáš Melich         | 72,12 m         | Pavel Sedláček    | Michal Fiala         |
| MR ČR 2011   | Brno               | Pavel Sedláček       | 65,26 m         | Michal Fiala      | Jan Dvořák           |
| MR ČR 2012   | Vyškov             | Lukáš Melich         | 78,22 m         | Michal Fiala      | Miroslav Pavlíček    |
| MR ČR 2013   | Tábor              | Lukáš Melich         | 78,04 m         | Michal Fiala      | Miroslav Pavlíček    |
| MR ČR 2014   | Ostrava            | Lukáš Melich         | 72,57 m         | Michal Fiala      | Miroslav Pavlíček    |
| MR ČR 2015   | Plzeň              | Lukáš Melich         | 71,10 m         | Miroslav Pavlíček | Jaroslav Lauterkranc |
| MR ČR 2016   | Tábor              | Lukáš Melich         | 74,88 m         | Michal Fiala      | Petr Koucký          |
| MR ČR 2017   | Třinec             | Miroslav Pavlíček    | 67,21 m         | Petr Koucký       | Adam Holeček         |
| MR ČR 2018   | Kladno             | Miroslav Pavlíček    | 69,18 m         | Michal Fiala      | Lukáš Melich         |
| MR ČR 2019   | Brno               | Miroslav Pavlíček    | 69,60 m         | Patrik Hájek      | Daniel Čapek         |
| MR ČR 2020   | Plzeň              | Patrik Hájek         | 71,19 m         | Miroslav Pavlíček | Petr Koucký          |
| MR ČR 2021   | Zlín               | Patrik Hájek         | 69,31 m         | Michal Fiala      | Miroslav Pavlíček    |
| MR ČR 2022   | Hodonín            | Volodymyr Myslyvchuk | 71,76 m         | Patrik Hájek      | Martin Buryan        |
| MR ČR 2023   | Tábor              | Patrik Hájek         | 73,77 m         | Samuel Camara     | Bohumil Janoušek     |
| MR ČR 2024   | Zlín               | Volodymyr Myslyvčuk  | 75,48 m         | Patrik Hájek      | Samuel Camara        |
| MR ČR 2025   |                    |                      |                 |                   |                      |

### Ženy
| Rok        | Místo              | Zlato               | Výkon           | Stříbro             | Bronz               |
| ---------- | ------------------ | ------------------- | --------------- | ------------------- | ------------------- |
| MR ČR 1995 | Ostrava            | Markéta Procházková | 52,00 m         | Jana Lejsková       | Petra Alounková     |
| MR ČR 1996 | Praha              | Markéta Procházková | 54,76 m         | Jana Lejsková       | Lucie Vrbenská      |
| MR ČR 1997 | Třinec             | Markéta Procházková | 55,44 m         | Jana Lejsková       | Lucie Vrbenská      |
| MR ČR 1998 | Jablonec nad Nisou | Jana Lejsková       | 56,75 m         | Lucie Krouzová      | Eva Studničková     |
| MR ČR 1999 | Ostrava            | Lucie Vrbenská      | 55,44 m         | Jana Lejsková       | Klára Chytrá        |
| MR ČR 2000 | Plzeň              | Lucie Vrbenská      | 60,49 m         | Markéta Hajdu       | Klára Chytrá        |
| MR ČR 2001 | Jablonec nad Nisou | Lucie Vrbenská      | 63,99 m         | Šárka Šmirausová    | Klára Chytrá        |
| MR ČR 2002 | Ostrava            | Lucie Vrbenská      | 61,30 m         | Klára Chytrá        | Jana Hyjánková      |
| MR ČR 2003 | Olomouc            | Lucie Vrbenská      | 67,86 m         | Lenka Tomaštíková   | Lenka Ledvinová     |
| MR ČR 2004 | Plzeň              | Lucie Vrbenská      | 64,91 m         | Jana Hyjánková      | Lenka Ledvinová     |
| MR ČR 2005 | Kladno             | Lucie Vrbenská      | 62,78 m         | Lenka Ledvinová     | Monika Královenská  |
| MR ČR 2006 | Praha              | Lenka Ledvinová     | 61,46 m         | Lucie Vrbenská      | Romana Grómanová    |
| MR ČR 2007 | Třinec             | Lenka Ledvinová     | 62,08 m         | Lucie Vrbenská      | Jana Hyjánková      |
| MR ČR 2008 | Tábor              | Kateřina Šafránková | 67,47 m         | Lenka Ledvinová     | Jana Hyjánková      |
| MR ČR 2009 | Praha              | Lenka Ledvinová     | 66,52 m         | Romana Grómanová    | Kateřina Šafránková |
| MR ČR 2010 | Třinec             | Lenka Ledvinová     | 65,01 m         | Kateřina Šafránková | Tereza Králová      |
| MR ČR 2011 | Brno               | Kateřina Šafránková | 66,55 m         | Tereza Králová      | Kristýna Kroužková  |
| MR ČR 2012 | Vyškov             | Tereza Králová      | 68,19 m         | Kateřina Šafránková | Kristýna Kroužková  |
| MR ČR 2013 | Tábor              | Tereza Králová      | 67,15 m         | Kristýna Kroužková  | Romana Grómanová    |
| MR ČR 2014 | Ostrava            | Tereza Králová      | 68,34 m         | Kateřina Šafránková | Lenka Ledvinová     |
| MR ČR 2015 | Plzeň              | Tereza Králová      | 66,67 m         | Lenka Valešová      | Kateřina Šafránková |
| MR ČR 2016 | Tábor              | Kateřina Šafránková | 71,06 m Rek. MR | Tereza Králová      | Pavla Kuklová       |
| MR ČR 2017 | Třinec             | Kateřina Skypalová  | 64,43 m         | Kateřina Šafránková | Tereza Králová      |
| MR ČR 2018 | Kladno             | Kateřina Šafránková | 66,98 m         | Tereza Králová      | Kateřina Chlupová   |
| MR ČR 2019 | Brno               | Kateřina Šafránková | 67,25 m         | Tereza Králová      | Pavla Kuklová       |
| MR ČR 2020 | Plzeň              | Lenka Valešová      | 65,50 m         | Tereza Králová      | Adéla Korečková     |
| MR ČR 2021 | Zlín               | Kateřina Šafránková | 69,56 m         | Tereza Králová      | Lenka Valešová      |
| MR ČR 2022 | Hodonín            | Adéla Korečková     | 64,30 m         | Kateřina Šafránková | Veronika Bártová    |
| MR ČR 2023 | Tábor              | Tereza Holcová      | 63,66 m         | Lenka Valešová      | Veronika Bártová    |
| MR ČR 2024 | Zlín               | Tereza Holcová      | 63,97 m         | Lenka Valešová      | Veronika Bártová    |
| MR ČR 2025 |                    |                     |                 |                     |                     |